# Барабаново (Вологодская область)
Барабаново — деревня в Верховажском районе Вологодской области.
Входит в состав Чушевицкого сельского поселения, с точки зрения административно-территориального деления — в Чушевицкий сельсовет.
Расстояние по автодороге до районного центра Верховажья — 43,5 км, до центра муниципального образования Чушевиц — 8 км. Ближайшие населённые пункты — Дресвянка, Мыс, Зуевские.
По переписи 2002 года население — 3 человека.